# دانشگاه اتوپیا
دانشگاه اتوپیا، که در زبان چینی به عنوان دانشگاه داتونگ یا تاتونگ شناخته می‌شود، یک دانشگاه خصوصی در شانگهای بود. این دانشگاه در مارس ۱۹۱۲ توسط گروهی از اعضای هیئت علمی سابق دانشگاه چینهوا به رهبری هو دانفو تأسیس شد و به یکی از معتبرترین دانشگاه‌های خصوصی در چین تبدیل شد. پس از تأسیس جمهوری خلق چین، دانشگاه اتوپیا همراه با بسیاری از دانشگاه‌های خصوصی دیگر در سال ۱۹۵۲ توسط دولت کمونیست تعطیل شد.
هو دانفو، بنیانگذار اتوپیا، همراه با دولت شکست خورده کومینتانگ به تایوان رفت. او تلاش کرد تا دانشگاه اتوپیا را در تایوان مجدداً تأسیس کند، اما ناموفق بود.